# Riedenburg
Riedenburg település Németországban, azon belül Bajorországban. Lakosainak száma 6230 fő (2023. december 31.). Riedenburg Altmannstein, Painten és Essing községekkel határos.

## Népesség
A település népessége az elmúlt években az alábbi módon változott:
| Lakosok száma | 1375 | 2788 | 3783 | 4878 | 5509 | 5675 | 5891 | 5979 | 6143 | 6230 |
|               | 1875 | 1950 | 1975 | 1987 | 2012 | 2014 | 2016 | 2017 | 2021 | 2023 |